# Метеор-М № 1
| КА «Метеор-М» № 1                      | |
|                                        | |
| Основные сведения:                     | |
| Дата и время запуска:                  | 17 сентября 2009 19:55 МСК                                                                                           |
| Ракета-носитель:                       | «Союз-2.1б»/«Фрегат»                                                                                                 |
| Платформа:                             | «Ресурс-УКП» |
| Заказчики:                             | - «Роскосмос» - Росгидромет                                                                                          |
| Головной разработчик:                  | НПП ВНИИЭМ |
| Тип спутника:                          | Метеорологический |
| Технические характеристики:            | |
| Масса КА:                              | 2630 кг |
| Масса полезной нагрузки:               | 1200 кг |
| Параметры орбиты:                      | Околокруговая, близкая солнечно-синхронной: - Средняя высота: 832 км - Период обращения: 101 мин - Наклонение: 98,8º |
| Корректируемость орбиты:               | Отсутствует |
| Габаритные размеры КА, м:              | - Высота: 5,0 - Ширина (с развёрнутыми БФ): 14,0 - Диаметр корпуса: 2,5                                              |
| Мощность БФ (начало\конец службы), Вт: | 4500\4000 |
| Срок активного существования:          | 5 лет 14 дней |

«Метеор-М» № 1 (автоматический космический аппарат) — первый из серии перспективных космических аппаратов гидрометеорологического обеспечения. Входит в состав космического комплекса (КК) гидрометеорологического и океанографического обеспечения «Метеор-3М». Предназначен для оперативного получения информации в целях прогноза погоды, контроля озонового слоя и радиационной обстановки в околоземном космическом пространстве, а также для мониторинга морской поверхности, включая ледовую обстановку. Создан НПП ВНИИЭМ имени А. Г. Иосифьяна (Москва) по заданию «Роскосмоса» и Росгидромета.

## Общие характеристики
Тип спутника — Метеорологический
Головной разработчик — НПП ВНИИЭМ
Запуск — 17 сентября 2009
Современный статус — выведен из оперативного использования
Средства выведения — «Союз-2.1б»/«Фрегат»
Орбита КА — круговая, солнечно-синхронная 
высота: 832 км
наклонение: 98,77°
период обращения: 101,3 мин
Корректируемость орбиты — отсутствует
Стартовая масса КА, кг — 2630
Габаритные размеры, м
высота: 5,0 м
ширина с развёрнутыми БФ: 14,0
диаметр оп.окр. корпуса: 2,5
Площадь ФЭП, м² — 33,0
Мощность ФЭП, Вт — 4500/4000

## Назначение
Обеспечение подразделений Федеральной службы России по гидрометеорологии и мониторингу окружающей среды, а также других ведомств оперативной гидрометеорологической информацией.

КА предназначен для получения:
- Глобальных и локальных изображений облачности, поверхности Земли, ледового и снежного покровов в видимом, ИК и микроволновом диапазонах;
- Данных для определения температуры морской поверхности и радиационной температуры подстилающей поверхности;
- Радиолокационных изображений земной поверхности;
- Данных о распределении озона в атмосфере и его общего содержания;
- Информации о гелиогеофизической обстановке в околоземном космическом пространстве;
- Данных о спектральной плотности энергетических яркостей уходящего излучения для определения вертикального профиля температуры и влажности в атмосфере, а также для оценки составляющих радиационного баланса системы «Земля-атмосфера».

## Состав КА

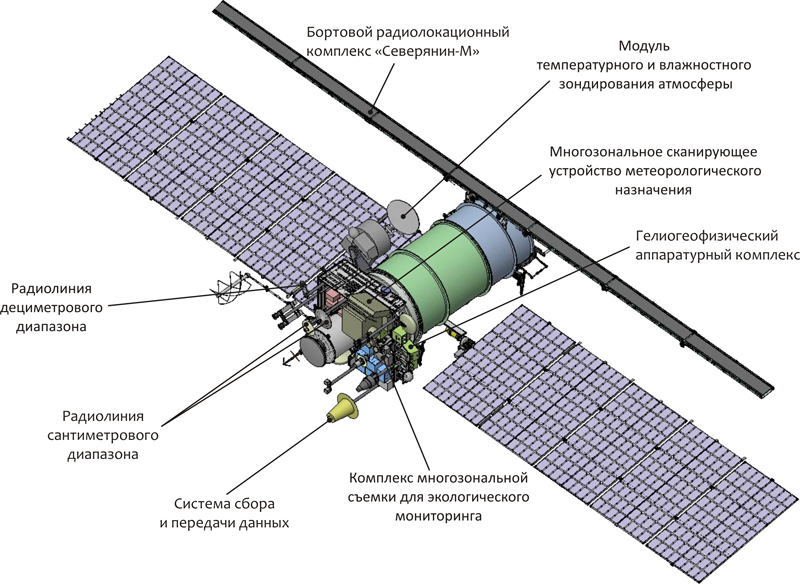
«Метеор-М» № 1(состав)

Спутник состоит из спутниковой платформы (СП) и полезной нагрузки (ПН).
В состав ПН входят следующие системы:
1. Бортовой информационный комплекс (БИК) — предназначен для получения информации в целях решения задач гидрометеорологического обеспечения, мониторинга климата и окружающей среды, изучения природных ресурсов Земли, контроля гелиогеофизической обстановки в околоземном космическом пространстве.
2. Бортовая информационная линия
3. Радиолиния ДМ диапазона
4. Радиолиния СМ диапазона
5. Бортовой радиокомплекс системы сбора и передачи данных (ССПД)
6. Многозональное сканирующее устройство малого разрешения (МСУ-МР) — предназначен для широкозахватной трассовой съёмки (полоса захвата не менее 2800 км) с получением изображения облачности, земной поверхности, ледового покрытия и др.в видимом и ИК-участках спектра с разрешением не хуже 1 км.
7. Комплекс многозональной спектральной съемки среднего разрешения (КМСС) — комплекс предназначен для получения многозональных изображений поверхности Земли и мирового океана с использованием гидрометеорологического и экоприродного мониторинга и обеспечения различных отраслей экономики оперативной космической информацией
8. Модуль температурно-влажностного зондирования атмосферы (МТВЗА-ГЯ)
9. Гелиогеофизический аппаратный комплекс (ГГАК-М) — комплекс предназначен для глобального мониторинга гелиогеофизических параметров с целью:
  - контроля и прогноза радиационной обстановки в околоземном пространстве и состояние магнитного поля
  - контроля и прогноза состояния ионосферы и условий распространения радиоволн
  - диагностики и контроля состояния естественных и модифицированных параметров магнитосферы, ионосферы и верхней атмосферы
10. Бортовой радиолокационный комплекс «Северянин-М» (БРЛК) — предназначен для сканирование поверхности Земли в радиодиапазоне в целях обеспечения безопасности мореплавания, исследования ледового покрова, мониторинга наводнений, гидрометеорологического обеспечения сельскохозяйственного производства и прочее.

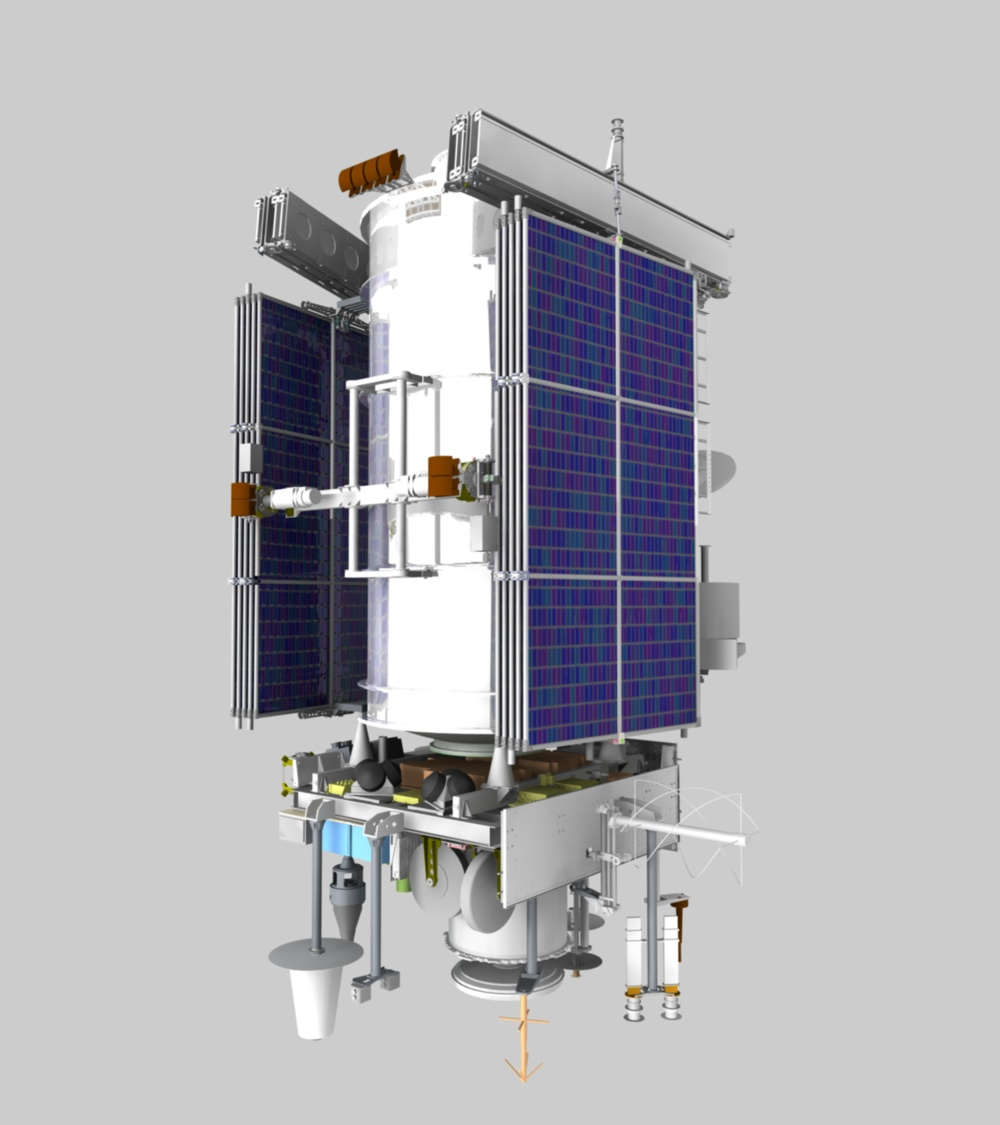
«Метеор-М» № 1 (при выведении)

## Завершение работы
С 1 октября 2014 года КА «Метеор-М» № 1, отработавший весь гарантийный срок активного существования (5 лет), выведен из оперативного использования по причине нестабильной работы системы ориентации спутника.